# Alba (szata liturgiczna)

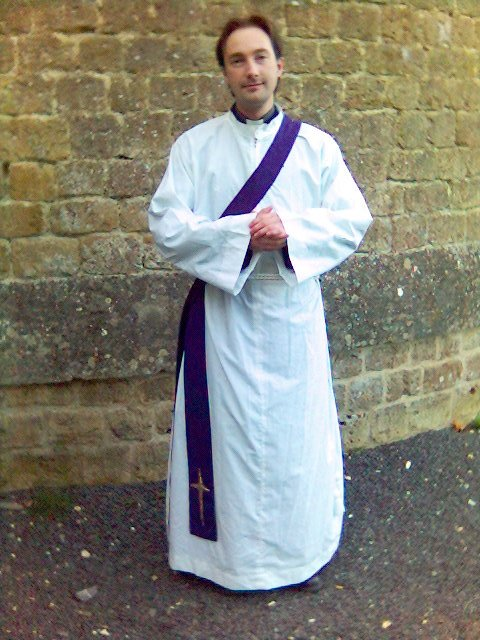
Anglikański duchowny w albie i stule diakońskiej

Alba (łac. vestis alba – biała szata) – długa, biała  szata liturgiczna, noszona przez wszystkich duchownych i usługujących wszystkich stopni w czasie liturgii obrządku łacińskiego oraz przez duchownych wielu kościołów protestanckich. W liturgii Kościołów wschodnich odpowiednikiem alby jest sticharion.

## Historia
W okresie wczesnochrześcijańskim nakładana przez katechumenów przy chrzcie św. jako symbol czystości.
W VI wieku stała się elementem ubioru liturgicznego duchownych chrześcijańskich, następnie jako element szat pontyfikalnych królewskich i cesarskich.
Alba jest szatą o długich, szerokich rękawach, sięgającą do kostek i pod szyję wywodzącą się ze starożytnej tuniki. Pierwotnie sporządzana z lnu, współcześnie również z innych tkanin.
Od ok. X wieku alby były zdobione haftem i parurami (ozdobnymi pasami materiału) u dołu i przy mankietach, a od XVI wieku szeroką koronką.
W XX wieku po reformach Soboru Watykańskiego II przywrócono białe, niezdobione alby.
Albę można przepasywać cingulum (sznurem symbolizującym wstrzemięźliwość) białym lub w kolorze liturgii. Cingulum może nie być zakładane, gdy krój alby jest taki, iż przylega ona ściśle do ciała. Gdy alba nie zakrywa całości stroju pod szyją, należy założyć pod nią humerał – lnianą chustę z długimi sznurami do obwiązywania się.

## Kościoły katolickie
Kapłan i diakon zakłada albę zawsze wtedy, gdy nosi stułę oraz ornat lub dalmatykę, albo gdy zamiast tego zakłada tylko stułę. Gdy się tego nie czyni, wolno założyć mającą tę samą symbolikę szatę krótszą, jaką jest komża. Kapłani i alumni seminariów pod komżę zakładają sutannę, ministranci powinni zaś nosić sutanele.
Albę mają prawo nosić także posługujący wszystkich stopni, od pełniących funkcje liturgiczne ministrantów, do posiadających tzw. posługi lektorów i akolitów.

## Wspólnoty protestanckie
Alba jest używana także przez duchownych części wspólnot protestanckich. W Kościele Ewangelicko-Augsburskim w RP jednym z trzech zatwierdzonych do użytku strojów liturgicznych jest biała alba sięgająca do kostek z kolorową stułą. W Polsce alba używana jest m.in. w Kościele Ewangelicko-Metodystycznym, gdzie podobnie jak u luteran, towarzyszy kolorowej stule. Alb nie używa natomiast Kościół Ewangelicko-Reformowany w RP, który pozostał jedynie przy czarnej todze z białymi befkami.
W Kościołach ewangelicznych alby, podobnie jak inne stroje liturgiczne (z wyjątkiem czarnej togi, używanej zazwyczaj do udzielania chrztu) nie są powszechnie używane. Pastorzy zarówno do nabożeństwa Słowa Bożego, jak i sprawowania Wieczerzy Pańskiej ubrani są w garnitur pod krawatem.